# Nectriopsis sibicola
Nectriopsis sibicola är en svampart som beskrevs av Samuels 1988. Nectriopsis sibicola ingår i släktet Nectriopsis och familjen Bionectriaceae.   Inga underarter finns listade i Catalogue of Life.